# Herbert Hisel
Herbert Hisel (* 22. Juni 1927 in Nürnberg; † 21. September 1982 nahe Toronto, Kanada) war in den 1960er und 1970er Jahren der bekannteste fränkische Humorist. Die Beteuerung „Jou wergli“ (fränkisch für: Ja, wirklich und dient der Betonung des Wahrheitsgehalts einer Aussage) war sein Markenzeichen. Seine mit Komik und Witz in Nürnberger Mundart gespickten Vorträge brachten dem Redekünstler drei Goldene Schallplatten ein. Sämtliche Schallplattenhüllen waren in den Farben des Fränkischen Rechen gehalten. Auf rotem Hintergrund sind karikaturartige Schwarz-Weiß-Zeichnungen des Künstlers, oft im inhaltlichen Zusammenhang mit den Titeln des Tonträgers zu sehen.

## Leben
Hisel wurde 1953 in Nürnberg mit seinem ersten Auftritt als Büttenredner sofortiges Stadtgespräch. Die Tücken eines gemimten „Faltbootfahrers“ sollten noch Jahre später das närrische Publikum begeistern. Hisel studierte Maschinenbau und wurde als Ingenieur bei der Grundig AG eingestellt, wo er im Werk Nürnberg-Langwasser als Abteilungsleiter tätig war. Hier notierte er Klatsch und Begebenheiten des Alltags im Mikrokosmos einer Weltfirma. In seiner Freizeit trat er als Komiker auf. Er erzählte „Gschichtla“ auf Betriebs- und Weihnachtsfeiern, bei Vereinsfesten und im Bierzelt. Bekannt wurde er bei Auftritten am Nürnberger Volksfest und auch im Fürther Geismannsaal. Diese Termine nahmen überhand. 1961 gab er seinen Abteilungsleiterposten auf und entschied sich dafür, als Berufskomiker durchs Leben zu gehen.
Herbert Hisel ließ sich als Präsident in den Elferrat der „Nürnberger Trichter Karnevalsgesellschaft e. V. 1909“ wählen. Fünf Jahre lang moderierte der Komiker die Karnevalssitzungen des Vereins und verschaffte Nürnberg den Ruf einer veritablen Humor-Hochburg. 1966 beendete der Komiker sein Amt als Aktiver im Karneval, tat dies aber standesgemäß mit der Rolle des Faschingsprinzen Herbertla I. in der Frankenmetropole.
Mit Jahrgang 22 kam 1963 Hisels erste Single bei dem Label Tempo auf den Markt und wurde ein großer Erfolg. Weitere Plattenaufnahmen mit ihm stießen in den 1960er Jahren auf eine kräftige Nachfrage. Ab 1967 reizten den Komiker neben seinen abendlichen Darbietungen vor Publikum auch Filmauftritte. Die Mitwirkung in seichten Klamauk-Sexstreifen der im Kino einsetzenden Sexfilmwelle war kein Tabu für ihn.

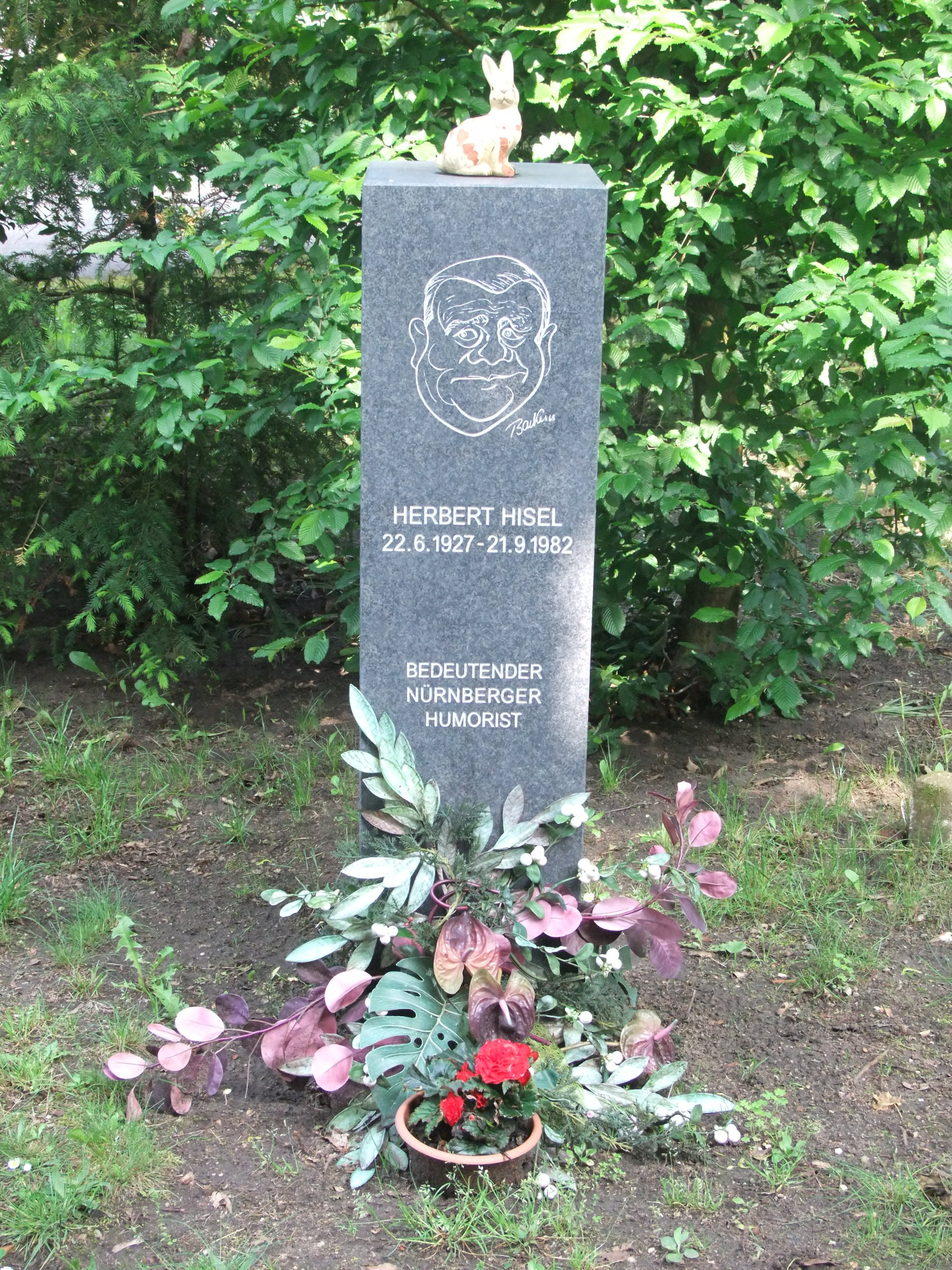
Gedenkstein auf dem Nürnberger Westfriedhof

Am 3. September 1969 startete Hisel mit einem Kleinflugzeug vom Typ Cessna 150 zu einem Alleinflug von Bad Reichenhall zum Flugplatz Kempten-Durach. Wegen Hochnebels prallte die Maschine am Spitzberg bei Schleching gegen einen Steilhang, was Hisel schwer verletzt überlebte.
Im Dezember 1969 heiratete er in Las Vegas die Schauspielerin und Regisseurin Sissy Löwinger, die mehrfach seine Bühnen- und Filmpartnerin war. Im Herbst 1970 führte beide eine Theatertournee der Löwinger-Bühne mit dem Stück Das Manöverkind (Premiere: 3. April 1970 in Wien) bis in die USA und nach Kanada. Die kinderlos gebliebene Ehe wurde im Dezember 1972 geschieden.
Im Jahr 1975 floh der Humorist vor mehreren hunderttausend Mark Steuerschulden nach Kanada. Dort und in den USA bestritt er mit Auftritten vor Deutschstämmigen seinen Lebensunterhalt. Er glich die Steuernachforderungen des deutschen Fiskus aus. Anschließend versuchte er 1978 in der Bundesrepublik ein Comeback. Es erschien auch eine neue Langspielplatte. Die gewohnten Erfolge blieben aber aus. Seine Art von Humor kam nicht mehr an, manches war ein Aufguss von früher oder Stammtischwitz. Enttäuscht zog er sich wieder zurück nach Amerika, wo ihn das deutschsprachige Publikum hofierte. Am Steuer seines Autos ereilte ihn 1982 im Alter von 55 Jahren in Kanada ein tödlicher Herzinfarkt mit einem schweren Verkehrsunfall als unmittelbarer Folge. Er erhielt seine letzte Ruhestätte auf dem Nürnberger Westfriedhof. Im Frühjahr 2006 wurde das Grab aufgelassen.
Zu seinem 25. Todestag am 21. September 2007 wurde die Errichtung eines Denkmals in Nürnberg angeregt. Das Vorhaben wurde schließlich im November 2008 in Form eines Gedenksteins (49° 27′ 56″ N, 11° 2′ 30,9″ O) auf dem Nürnberger Westfriedhof verwirklicht.
Im Jahr 2016 wurde im Nürnberger Neubaugebiet Langwasser T der Herbert-Hisel-Weg nach ihm benannt.

## Diskografie
Veröffentlichungen von Live-Mitschnitten als Single/EP unter dem Label Tempo (soweit bekannt mit Angabe der Plattennummer, in Reihenfolge der Veröffentlichung):
- EP4131: Jahrgang 22 / Der Campler (1963)
- EP4142: Der Führerschein / Der Mopedfahrer (1963)
- EP4150: Der Stammtischbruder (1963)
- EP4155: Der Pechvogel / Auf dem Oktoberfest (1963; Verkäufe: + 500.000[6])
- EP4171: Der Filmstar / Der Wurstsalat (1964; Verkäufe: + 500.000[6])
- EP4184: In Amerika / Die Axt im Hause … (Do It Yourself) (1964; Verkäufe: + 500.000[6])
- EP4197: Obergefreiter Hisel / Der letzte Arbeitslose (1964)
- EP4209: Der Urlauber / Der Reiseleiter (1965)
- EP4219: Der Astronaut / Die Herrenpartie (1965)
- EP4238: Der Bundesligastar / Unteroffizier Hisel (1966)
- EP4266: Der Kegelbruder / Der Feuerwehrmann (1967)
- EP4285: Der Kassenpatient / Der Manager (1967)
- EP4304: Der Wintersportler / Der Berufsamateursportler (1967)
- EP4320: Im Manöver / Der Gammler (1968)
- EP4333: Der Bundestagskandidat / Der Superagent
- EP4351: Auf Safari / Der Dienstmann (1969)
- EP4354: Auf Kreuzfahrt / Der Wohnwagenbesitzer (1969)
- EP4357: Der Strohwitwer (1969, weitere Aufnahme von 1973 bekannt)
- Der Hotelportier
- Ein Familienausflug
- Humor, Schlag auf Schlag
- Der Bayer im Himmel (wurde u. a. in den 80ern auf Karussell-Cassette veröffentlicht)

Tonträger, die unter seiner Mitwirkung entstanden:
- EP4204: Herbert Hisel’s Goldene Schallplatte (Ausschnitte aus vorigen Programmen, mit Ansagen eines Sprechers – 1965)
- 5001: Vom Rekruten zum Unteroffizier
- 7001: Lachender Alltag (Herbert Hisel stellt andere Komiker vor)
- 7022: Herbert Hisel präsentiert: Die deutsche Lachparade
- 7048: Ins Land der Franken fahren (Volksmusik, Herbert Hisel macht die Conference)
- 7073: Herbert Hisel präsentiert: Herzlich Willkommen in Oberbayern

Volksmusik und Schlager:
- EP4344: Jou werkli / Das is a net grad des G’sündeste (Schlager – 1969)
- Am Stammtisch is mein Stammplatz
- Ich hab’ mei Alte nur im Kopf
- Ja, wo is er denn
- Bayerische Landler (ist auf einer Hisel-CD beigefügt, allerdings nur Instrumentalmusik)
- Bayern Polka (ist auf einer Hisel-CD beigefügt, allerdings nur Instrumentalmusik)
- Die Preise sind schlimmer als die Preußen (Sprachbeitrag, mit Rhythmus unterlegt)

Daneben existieren noch etliche Langspielplatten und CDs, die mehrere seiner Singles zusammenfassen.

## Filmografie
- 1967: Heubodengeflüster
- 1968: Paradies der flotten Sünder
- 1969: Liebe durch die Hintertür
- 1969: Maßnahmen gegen Fanatiker (Kurzfilm von Werner Herzog)
- 1970: Hurra, ein toller Onkel wird Papa
- 1970: Frau Wirtin treibt es jetzt noch toller
- 1971: Hurra, bei uns geht’s rund
- 1974: Ach jodel mir noch einen